# Philippinische Waldratte
Die Philippinische Waldratte (Rattus everetti) ist ein Nagetier in der Gattung der Ratten, das auf den Philippinen vorkommt.

## Taxonomie
Die Art kann keiner der bekannten Untergruppen der Gattung Ratten zugeordnet werden. Eine Untersuchung der mitochondrialen DNA mehrerer Rattenarten ergab für die Philippinische Waldratte, dass sie entweder eine sehr ursprüngliche Form darstellt, oder dass sie näher mit anderen Gattungen des Tribus Rattini (Philippinen-Moosmäuse, Tarsomys und Limnomys) verwandt ist. Eine spätere Einordnung in eine neue Gattung wird nicht ausgeschlossen.

## Merkmale
Diese Ratte ist mit einer Gesamtlänge von 388 bis 526 mm, einer Schwanzlänge von 211 bis 257 mm sowie mit einem Gewicht von 170 bis 490 g ein auffällig großes Nagetier. Sie hat 40 bis 53 mm lange Hinterfüße und 22 bis 30 mm lange Ohren. Die Oberseite ist mit harschem dunkelbraunem Fell bedeckt, in das mehrere schwarze Haare eingestreut sind. Am Bauch kommt weißes Fell, gelegentlich mit gelber oder oranger Schattierung vor. Typisch ist der lange Schwanz, der länger als Kopf und Rumpf zusammen ist. Er hat im vorderen Bereich eine dunkle Farbe, während die letzten 20 bis 50 Prozent weiß sind. Die anderen eigentlichen Ratten auf den Philippinen haben keine weiße Schwanzspitze und sind meist kleiner.
Ähnlich große Exemplare kommen nur bei den Philippinen-Moosmäusen vor. Bei diesen ist der Schwanz im Verhältnis zum übrigen Körper kürzer.

## Verbreitung und Lebensweise
Mit Ausnahme der Provinz Palawan kommt die Art auf den gesamten Philippinen vor. Sie lebt im Flachland und in Gebirgen bis 2.400 Meter Höhe. Die Philippinische Waldratte hält sich in verschiedenen Formen von Wäldern auf. Sie besucht angrenzende Landschaften mit Büschen.
Die Individuen sind Allesfresser und meist nachtaktiv. Sie bewegen sich auf dem Boden oder klettern in Bäumen. Als Nahrung dienen unter anderem Samen, Früchte und Wirbellose. Bei Weibchen kommen vier Paar Zitzen vor.

## Status
Für die Philippinische Waldratte sind keine nennenswerten Bedrohungen bekannt. Den eingeführten Rattenarten ist sie konkurrenzüberlegen. Die IUCN listet die Art als nicht gefährdet (Least Concern).